# Малая Лозовка (Ростовская область)
Ма́лая Лозо́вка — хутор в Чертковском районе Ростовской области.
Входит в состав Алексеево-Лозовского сельского поселения.

## География
Хутор расположен на равнине, в степной, умеренно засушливой зоне. Климат умеренный. Вокруг хутора есть небольшие лесные посадки. Фактически является "хутором-спутником" села  Алексеево-Лозовское, т.к он расположен практически вплотную к нему.

## Население
| 2010 |
| ---- |
| 497  |

## Улицы
| - ул. Дружба, - ул. Зелёная, - ул. Лесная, - ул. Мира, - ул. Набережная, - ул. Октябрьская, - ул. Олимпийская, | - ул. Победы, - ул. Речная, - ул. Садовая, - ул. Свободы, - ул. Советская, - ул. Торговая, - ул. Южная, | - пер. Дачный, - пер. Свободы, - пер. Степной, - пер. Терновый, - пер. Школьный. |